# Euscheloribates payatosensillus
Euscheloribates payatosensillus är en kvalsterart som först beskrevs av Corpuz-Raros 1979.  Euscheloribates payatosensillus ingår i släktet Euscheloribates och familjen Scheloribatidae. Inga underarter finns listade i Catalogue of Life.